# 육군 병참단 축구단
육군 병참단 축구단은 육군 소속 축구단으로 실업축구에 참가하였다. 1953년 한국전쟁 직후 장교들만로 이루어진 팀으로 창단되었다.
1965년 경 병참단을 제외한 육군의 주요 축구단들이었던 특무대, 공병단 등과 한께 공병단 축구단을 위주로 통합이 되어 단일팀으로 흡수되었다. 1968년말 이 후 재정상의 문제로 두 구단이 통합하게 되어 자연스럽게 육군을 대표하는 하나의 축구단이 만들어진다.
그 후 이 축구단이 계속해서 원호단, 충의, 1983년부터 웅비 등으로 변경되며 1984년 국군체육부대로 3군 축구단이 통합하며 상무 축구단일 될때까지 이어지게 된다.

## 같이 보기
- 육군 특무부대 축구단
- 육군 첩보부대 축구단
- 육군 헌병감실 축구단
- 육군 공병단 축구단
- 육군 축구단
- 해군 축구단
- 공군 축구단
- 국군체육부대
- 상주 상무 축구단